# Челнакова, Анна Митрофановна
Анна Митрофановна Челнакова (встречается вариант Челнокова) (21 декабря 1928, село Верхняя Катуховка, Центрально-Чернозёмная область — 22 ноября 2000, пос. Катуховские Выселки 2-е, Воронежская область) — колхозница, звеньевая колхоза «Красный Маяк», Герой Социалистического Труда (1948). Депутат Верховного Совета РСФСР (1959—1963).

## Биография
Родилась 21 декабря 1928 года в крестьянской семье в селе Верхняя Катуховка (ныне Панинского района Воронежской области). В 1939 году вступила в колхоз «Красный Маяк». Первоначально работала рядовой колхозницей, позднее была назначена звеньевой полеводческого звена. Трудилась в колхозе «Красный маяк» до выхода на пенсию в 1980 году.
В 1947 году полеводческое звено под руководством Анны Челнаковой собрало с участка площадью 8 гектаров по 30,32 центнеров ржи. За этот доблестный труд она была удостоена в 1948 году звания Героя Социалистического Труда.
В 1959 году была избрана депутатом Верховного Совета РСФСР.
В 1980 году вышла на пенсию и проживала в селе 2-е Катуховские Выселки Панинского района Воронежской области. Скончалась 22 ноября 2000 года и была похоронена на кладбище во 2-х Катуховских Выселках.

## Память
- В Панино на Аллее Героев установлен бюст Анны Челнаковой.

## Награды
- Герой Социалистического Труда — указом Президиума Верховного Совета СССР от 18 января 1948 года;
- Орден Ленина (1948);
- Орден Октябрьской Революции.